# 우드버로시 도로처

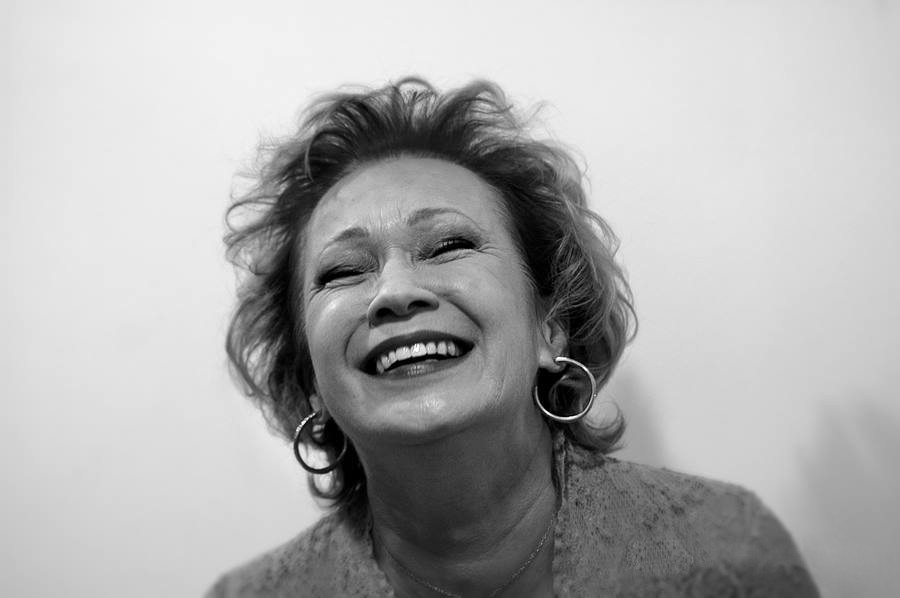

우드버로시 도로처(헝가리어: Udvaros Dorottya, 1954년 8월 4일 ~ )는 헝가리의 배우, 성우이다. 부다페스트에서 태어났다.

## 영화
- 웰 (2016년)
- 비너스 (1991년)
- 재미삼아 (1989년)
- 미스 아리조나 (1987년)
- 레들 대령 (1985년)
- 로버트와 로버트 (1982년)